# 向塘机务段

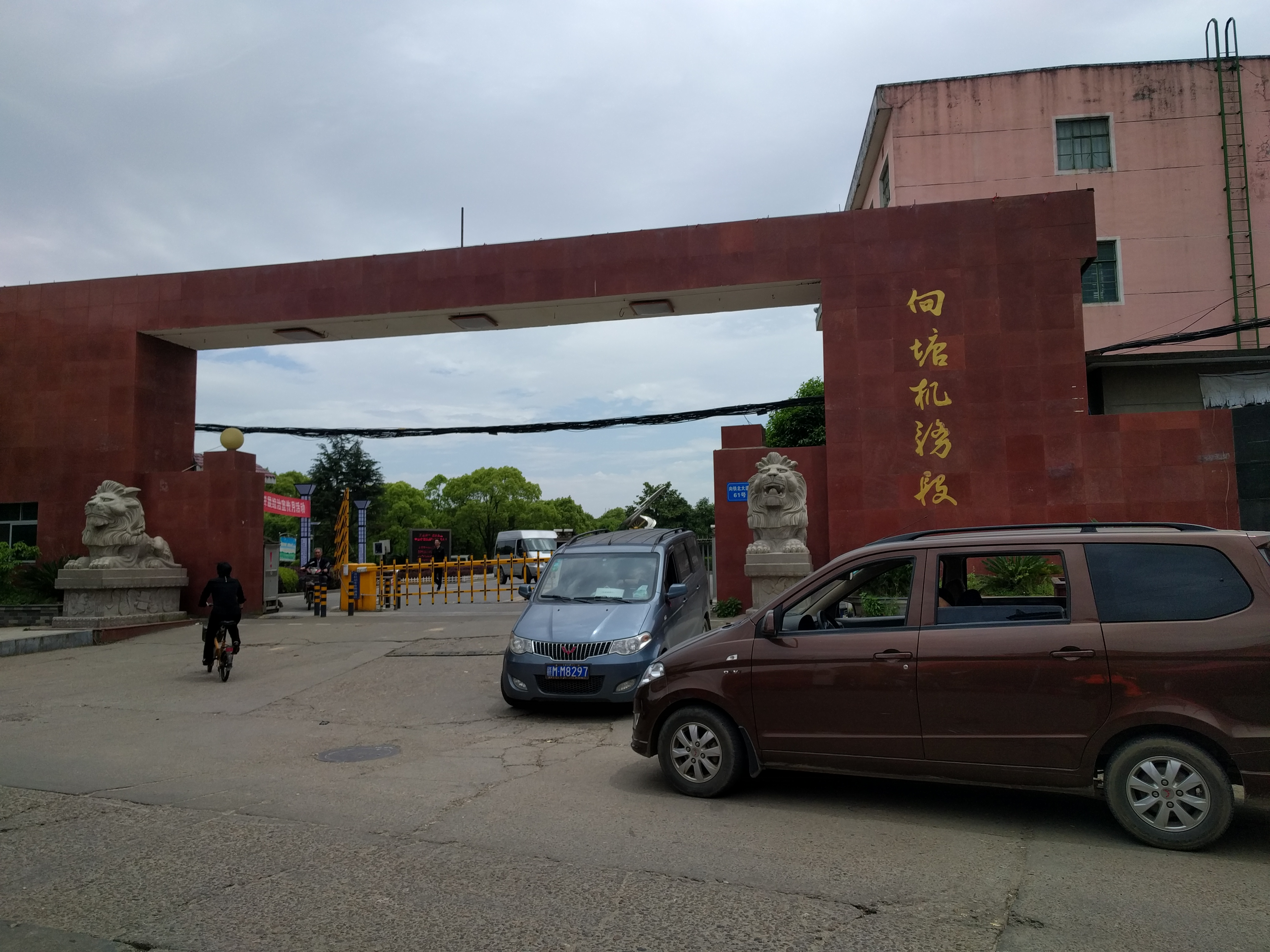
向塘机务段大门

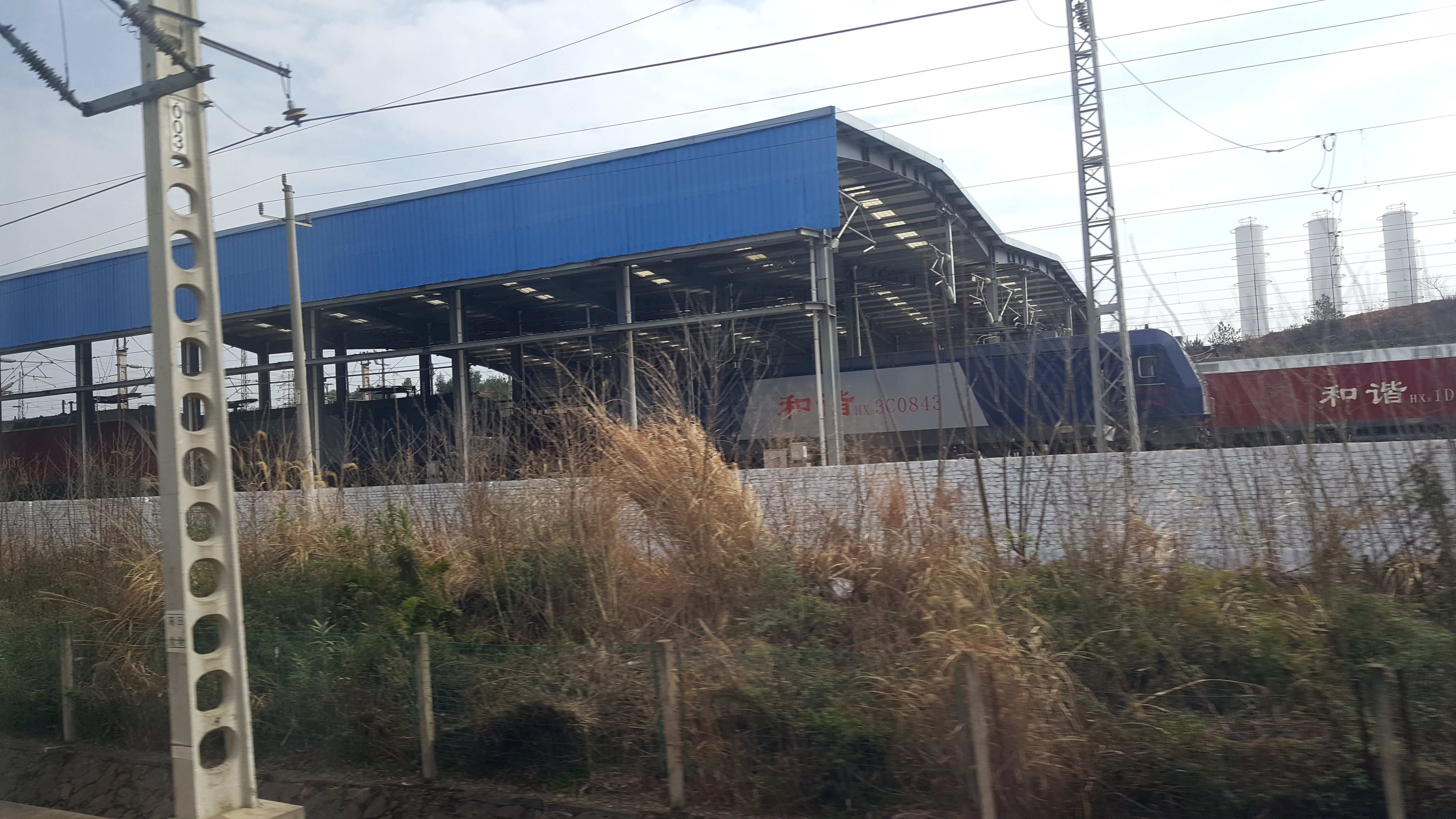
向塘机务段赣州机务折返点

向塘机务段（简称：南局向段）是南昌铁路局的一个直属站段，总部位于江西省南昌市南昌县向塘镇向铁大道，运营范围涉及沪昆、京九、武九、赣龙、铜九、昌福、赣韶线七条干线，向乐、丰洛、张建、张塘四条支线，昌九城际客运专线。
向塘机务段位于京九线和沪昆线相交的十字路口处，北有两条股道接入向塘站，南有两条股道接入向塘西站，机务段有向塘运用一车间、向塘运用二车间；此外在九江和赣州分别有九江运用车间以及赣州运用车间

## 历史
- 1951年2月19日[a]南昌机务段撤销到向塘成立向塘机务段，为二等段。[6]:491
- 1962年9月升为一等段。[6]:182
- 1983年10月配属3台ND2型内燃机车，为江西省第一个配有内燃机车的的机务段。[6]:182
- 1987年ND2型柴油机车全部划给南昌机务段。[6]:182
- 1990年机务段配属东风型内燃机车71台，蒸汽机车54台。[6]:182
- 2006年3月20日18时南昌铁路局鹰潭、赣州机务段正式撤销，两个机务段整体并入向塘机务段[7]。
- 2011年11月鹰潭机务段再次成立[8][9]。
- 2016年12月，成立向塘机务段赣州运用车间动车车队，负责赣瑞龙客运专线[2]。

## 机车配属
- 2012年2月配属机车327台：DF4BK、DF4DH、DF4BH、DF4C、HXD1B、HXD1C、DF5、DF7C、DF7G[10]。
- 2012年3月初共有323台机车[11]